# 巴纳特 (1941–1944)
巴纳特是1941年轴心国佔領南斯拉夫王國後在巴納特地區建立的同名的政治实体。巴纳特政權名义上隸屬於塞尔维亚军事指挥官区，巴纳特實際上由约瑟夫·拉普控制。1944年，轴心国势力被逐出，曾受德方统治的巴纳特解体，其大部分领土都被并入伏伊伏丁那。